# Liste des ducs de Bauffremont
Pour un article plus général, voir Maison de Bauffremont.
Le titre de duc de Bauffremont a été créé  en 1818 par Louis XVIII au profit d'Alexandre de Bauffremont (1773-1833), marquis de Bauffremont, prince de Bauffremont, que le roi avait précédemment fait pair de France le 17 août 1815. 

## Liste chronologique des ducs de Bauffremont
1. 1818-1833 : Alexandre de Bauffremont (1773-1833), 1er duc de Bauffremont ;
2. 1833-1860 : Alphonse de Bauffremont (1792-1860), 2e duc de Bauffremont, fils du précédent ;
3. 1860-1891 : Roger de Bauffremont (1823-1891), 3e duc de Bauffremont, fils du précédent ;
4. 1891-1893 : Paul de Bauffremont (1827-1893), 4e duc de Bauffremont, frère du précédent ;
5. 1893-1897 : Gontran de Bauffremont (1822-1897), 5e duc de Bauffremont, cousin germain du précédent ;
6. 1897-1917 : Pierre Eugène de Bauffremont (ru) (1843-1917), 6e duc de Bauffremont, fils du précédent ;
7. 1917-1945 : Théodore Pierre de Bauffremont (ru) (1879-1945), 7e duc de Bauffremont, fils du précédent ;
8. 1945-2020 : Jacques de Bauffremont (1922-2020), 8e duc de Bauffremont, fils du précédent
9. depuis 2020 : Charles-Emmanuel de Bauffremont (né en 1946), 9e duc de Bauffremont, fils du précédent

## Ducs de Bauffremont
- Alexandre de Bauffremont (1773-1833), marquis de Bauffremont et de Listenois, prince de Bauffremont, pair de France en 1787, pair de France en 1817, duc de Bauffremont en 1818, chevalier de l’ordre royal et militaire de Saint-Louis. Il épouse en 1787 Marie-Antoinette Pauline de Quélen de La Vauguyon (1771-1847), fille de Paul François de Quélen de Stuer de Caussade, deuxième duc de La Vauguyon, et de Marie-Antoinette Rosalie de Pons de Roquefort. Ils ont deux fils : Alphonse de Bauffremont (1792-1860), deuxième duc de Bauffremont, et Théodore de Bauffremont-Courtenay (1793-1852).
- Alphonse de Bauffremont (1792-1860), fils du précédent, prince de Bauffremont, deuxième duc de Bauffremont, prince de Carency (1824), chevalier de l’ordre de Saint-Louis, aide de camp de Murat, sénateur du Second Empire. Il épouse en 1822 Catherine Moncada (1795-1878), fille de Jean Louis Moncada, prince de Paterno et de Jeanne des Baux.
- Roger de Bauffremont (1823-1891), fils du précédent, prince de Bauffremont, duc de Bauffremont, pair de France, prince de Carency. Il épouse en 1849 Laure-Adelaïde-louise-Adrienne Leroux (6 août 1832-1917), fille d'Eugène Leroux, agent de change, et d'Héloïse Bourg de Bossi, fondatrice de la congrégation des sœurs franciscaines missionnaires du Sacré-Cœur le 21 avril 1861 et connue sous le nom de Mère Marie Joseph de Jésus Hostie. Laure de Bauffremont acquiert, de Martin-Constantin Haryett, le château de Beauregard (à La Celle Saint-Cloud) en janvier 1870 pour la somme de 784.000 francs-or. Ce domaine passe ensuite au Baron Maurice de Hirsch le 20 septembre 1871[1].
- Paul de Bauffremont (1827-1893), frère du précédent, prince de Bauffremont, duc de Bauffremont, pair de France. Colonel au 1er Hussard puis général de brigade. Il épouse en 1861 Valentine de Riquet de Caraman-Chimay (1839-1914), fille de Joseph de Riquet de Caraman-Chimay, prince de Chimay et d'Émilie Pellapra. Après un divorce qui fit école, elle épousa le prince Georges Bibesco ce dernier étant l'oncle de la poétesse Anna de Noailles.
- Gontran de Bauffremont (né le 16 juillet 1822, mort au château de Brienne le 5 septembre 1897) : cousin germain du précédent, fils du prince Théodore de Bauffremont-Courtenay (1793-1852), et de la princesse, née Anne Élizabeth Laurence de Montmorency (1802-1860) ; prince de Bauffremont, duc de Bauffremont, pair de France, prince de Carency. Grand-croix de l'ordre de Charles III d'Espagne, il épousa le 4 juillet 1842 à Paris Noémie d'Aubusson de La Feuillade (1826-1904), fille d'Augustin Pierre, comte de La Feuillade et de Blanche Rouillé du Coudray.
- Pierre Eugène de Bauffremont (né le 6 septembre 1843, mort à Paris le 30 août 1917) : fils du précédent et de la duchesse, née Noémie d'Aubusson de La Feuillade (1826-1904) ; prince de Bauffremont, duc de Bauffremont, pair de France, prince de Carency. Grand Croix d'Isabelle la Catholique, grand croix de l’ordre des Saints-Maurice-et-Lazare. Grand ami de la littérature mauricienne au début du XXe siècle, publie (ou son fils?), dans la capitale française, un hommage à Léoville L'Homme, poète de l'île Maurice. Les lettres françaises à l'île Maurice, paraissent aux éditions de la Pensée française à Paris, avec une préface du prince de Bauffremont, futur biographe de Léoville L'Homme. Il épouse le 11 mars 1865 à Madrid Maria Cristina Osorio de Moscoso y de Borbón (1850-1904), duchesse d'Atrisco, 10e marquise de Leganes, marquise de Morata de la Vega, Grande d'Espagne de 1re classe, fille du duc de Sessa et de Luisa Teresa de Borbón, infante d'Espagne.
- Pierre d'Alcantara Laurent Joseph Marie Alexandre Théodore de Bauffremont (né à Paris, 7e arrondissement, le 28 octobre 1879 ; mort à Paris, 16e arrondissement, le 14 mars 1945), prince de Bauffremont, 7e duc de Bauffremont, grand d'Espagne de 1e classe, duc d'Atrisco, etc. Fils du précédent et de la duchesse, née Maria Cristina Osorio de Moscoso y de Borbón. Il épouse le 22 janvier 1907 à Paris, 9e arrondissement, Thérèse Octavie Walter-Chevrier de La Bouchardière (1877-1959). Ils ont cinq enfants.
- Jacques Yblet Napoléon Marie Alexandre de Bauffremont (né à Paris, 17e arrondissement, le 6 février 1922, mort à Versailles le 9 janvier 2020), prince de Bauffremont, 8e duc de Bauffremont. Bailly grand croix de Justice de l'ordre sacré et militaire constantinien de Saint-Georges (1976). Fils du précédent et de la duchesse, née Thérèse de La Bouchardière, il épouse le 14 juillet 1943 à Paris, 8e arrondissement, Sybille Charlotte Pauline Marie de Chabannes du Verger (1922-2005), fille de Gabriel de Chabannes et de Mahaut de Béthune-Sully. Ils ont quatre enfants.
- Charles-Emmanuel Marie Claude Gabriel de Bauffremont (né en 1946), fils du précédent, prince de Bauffremont, 9e duc de Bauffremont.  Président de l'Institut de la maison de Bourbon depuis 2009, chevalier de l'ordre de Malte.  Époux de Blanche de Chabannes (1947-2019), fille du comte Michel de Chabannes (1915-1994) et de la comtesse, née Marie-Anne d'Harcourt (1923-1986), d'où 6 enfants.

## Note
1. ↑  Philippe Loiseleur des Longchamps, « Monographie des voies de Beauregard : Béchevet, Bauffremont », Nationale 311a,‎ décembre 1972, p. 19-20